# ألفيتو نونس
ألفيتو نونس أو ألويتو نونيز بالبرتغالية (Alvito Nunes or Aloyto Núñez) توفى (1015) كان كونت البرتغال بعد وفاة مينيدو غونزاليس في 1008 حكم الكونتية باشتراك مع أرملته الكونتيسة تودا.
قتل من قبل الفايكنغ عند احتياج قلعة فيرمويم بشمال البرتغال.
ويعتقد أنه من سليل الأسرة الأولى أي الأسرة ڤيمارا بيريز كأبن لنونو ألفيتيز أو ألويتز حفيد المحتمل للوسيديو ڤيمارنس وتتبع الأسرة في ذلك في أبنه نونو ألفيتيز زوجته إيلدوارا مينيديس أبنة الكونت السابق مينيدو غونزاليس.
| سبقه مينيدو غونزاليس | كونت البرتغال 1008 - 1015 | تبعه نونو ألفيتيز إيلدوارا مينيديس |